# OpenCVS
OpenCVSはUnixのバージョン管理システムの実装の1つである。BSDライセンス下で配布されている。OpenBSDプロジェクトの一環として、Jean-Francois Brousseau、Joris Vink、Xavier Santolaria、Niall O'Higginsなどのメンバーにより開発されている。
OpenCVSは、セキュリティまたはソースコード上の正確性に関し妥協することなく、GNU CVS実装に対して出来る限り互換性のある実装、またより効果的なアクセス制御を目標にして開発されている。2007年12月24日の時点でプロジェクトのウェブサイト上において「OpenCVSはまもなくリリースされる」とのアナウンスがあり、2008年3月18日には活動を見せ始めた。プロジェクトは現在も活発に開発が進められている。

## OpenRCS
OpenCVSの開発の結果、開発者たちはOpenRCSの必要性を感じ、OpenBSDでは自由で安全なRevision Control Systemの開発もまた行うことになった。